# St. Pankrazenbach
Der St. Pankrazenbach ist ein rund 3,4 Kilometer langer rechter Nebenfluss des Liebochbaches in der Steiermark. Er entspringt nördlich des Kirchweilers Sankt Pankrazen in der Gemeinde Gratwein-Straßengel und mündet noch in derselben Gemeinde, an der L350 im Stiwollgraben, in den Liebochbach.